# Ixtlahuacán
Ixtlahuacán là một đô thị thuộc bang Colima, México. Năm 2005, dân số của đô thị này là 4759 người.